# Manfred Grund (Bühnenbildner)
Manfred Grund (* 27. Mai 1929 in Dresden; † 27. Juni 2015 in Berlin) war einer der bedeutendsten Bühnenbildner der DDR.

## Leben und Werk
Grund war von 1948 bis 1951 Schüler im Malsaal des Staatstheaters Dresden und studierte dann bis 1954 Bühnenbild bei Karl von Appen an der Hochschule für Bildende Künste Dresden. Von 1954 bis 1957 war er Bühnenbildner am Stadttheater Zittau, von 1957 bis 1964 am Berliner Ensemble, von 1964 bis 1966 am Stadttheater Gera und von 1966 bis 1971 an der Berliner Volksbühne. Danach war er Ausstattungsleiter und ab 1981 als Nachfolger Karl von Appens Chefbühnenbildner am Berliner Ensemble.
Grund arbeitete als Gast an weiteren Theatern der DDR. In den 1960er Jahren gastierte er mit dem Stadttheater Gera mit Stücken Bertolt Brechts in Helsinki, Reykjavik, Tampere und Turku. Auch für die von Manfred Wekwerth und Joachim Tenschert 1971 inszenierte Aufführung des Coriolan von Shakespeare im Old Vic Theatre London schuf Grund das Bühnenbild.
Grund arbeitete im Laufe seiner Karriere u. a. auch mit den Regisseuren Erich Engel, Klaus Dieter Kirst, Peter Kupke, Fritz Marquardt, Wolfgang Pintzka und Hans Pitra zusammen.
Ab 1975 war er auch Dozent an der Kunsthochschule Berlin-Weißensee.
Bühnenbilder Grunds wurden in der DDR und im Ausland ausgestellt und befinden sich u. a. in der Sammlung des Stadtmuseums Berlin.
Grund wurde auf dem Berliner Dorotheenstädtischen Friedhof beigesetzt.

## Ehrungen
- 1964: Kunstpreis des Rates des Bezirks Gera
- 1969: Kritikerpreis der Berliner Zeitung
- 1977: Vaterländischer Verdienstorden
- 1982: Kunstpreis der DDR

## Rezeption
„Grunds Bühnenbildlösungen zeichnen sich durch sparsame Zweckmäßigkeit aus. Sie sind klar, überschaubar, von schlichter Poesie.“

## Inszenierungen, für die Grund das Bühnenbild schuf (unvollständig)

### Berliner Ensemble
- 1962: Bertolt Brecht: Schwejk im Zweiten Weltkrieg[2]
- 1963: Bertolt Brecht: Der Messingkauf
- 1976: Bertolt Brecht: Der kaukasische Kreidekreis (Neuinszenierung)[3]
- 1978: Bertolt Brecht: Mutter Courage und ihre Kinder
- 1979: Volker Braun: Großer Frieden[4]
- 1980: Kleist: Prinz Friedrich von Homburg
- 1985: Shakespeare: Troilus und Cressida[5]

### Volksbühne Berlin
- 1961: Max Frisch: Biedermann und die Brandstifter
- 1966: Wladimir Majakowski / Helmut Baierl: Mysterium Buffo
- 1967: Shakespeare: Die lustigen Weiber von Windsor
- 1967: Daria Fo: Siebentens: Stiehl ein bisschen weniger.
- 1970: Valentin Katajew: Avantgarde

### Metropol-Theater Berlin
- 1964: Kiss me Kate
- 1966: My Fair Lady

### Staatsschauspiel Dresden
- 1968: Peter Hacks: Prexaspes (Uraufführung)
- 1973: Peter Hacks: Adam und Eva (Uraufführung)
- 1974: Helmut Baierl: Die Lachtaube (Uraufführung)

### Bühnen der Stadt Gera
- 1964: Horst Salomon: Katzengold (Uraufführung)
- 1966: Bertolt Brecht: Dreigroschenoper
- 1966: Bertolt Brecht: Pauken und Trompeten

### Gerhart-Hauptmann-Theater Görlitz
- 1961: Bertolt Brecht: Dreigroschenoper

### Stadttheater Zittau
- 1955: Gerhart Hauptmann: Die Ratten
- 1956: Alfred Gehri: Sechster Stock
- 1956: Hans Lucke: Kaution
- 1956: Giacomo Puccini: La Boheme
- 1956: August Hinrichs: Krach um Jolanthe
- 1957: Moliere: Die Streiche des Scapin

## Ausstellungen (mutmaßlich unvollständig)

### Einzelausstellung
- 1988/1989: Berlin, Galerie im Turm

### Ausstellungsbeteiligungen
- 1977/1978, 1982/1983 und 1987/1988: Dresden, VIII. bis X. Kunstausstellung der DDR